# نیتن استرجیس
نیتن استرجیس (انگلیسی: Nathan Sturgis؛ زادهٔ ۶ ژوئیهٔ ۱۹۸۷) یک بازیکن فوتبال اهل ایالات متحده آمریکا است.